# Ломовская (Киров)
 Ломовская — деревня в Кировской области. Входит в состав муниципального образования «Город Киров»

## География
Расположена на расстоянии примерно 5 км по прямой на запад-юго-запад от железнодорожного вокзала станции Киров.

## История
Известна с 1678 года как починок Андрюшки Марьина с 4 дворами, в 1764 (починок росчисти Поломском) 61 житель, в 1802 году (деревня Поломская) 13 дворов. В 1873 году здесь (деревня  Поломская или Ломовская) дворов 20 и жителей 171, в 1905 (Поломская 1-я или Ломовская) 20 и 112, в 1926 (Ломовская 1-я или Поломская 1-я) 27 и 148, в 1950 (Ломовская) 48 и 243, в 1989 289 жителей. Настоящее название утвердилось с 1950 года. Административно подчиняется Ленинскому району города Киров.

## Население
Постоянное население составляло 120 человек (русские 100%) в 2002 году, 138 в 2010.